# Pericos de Puebla

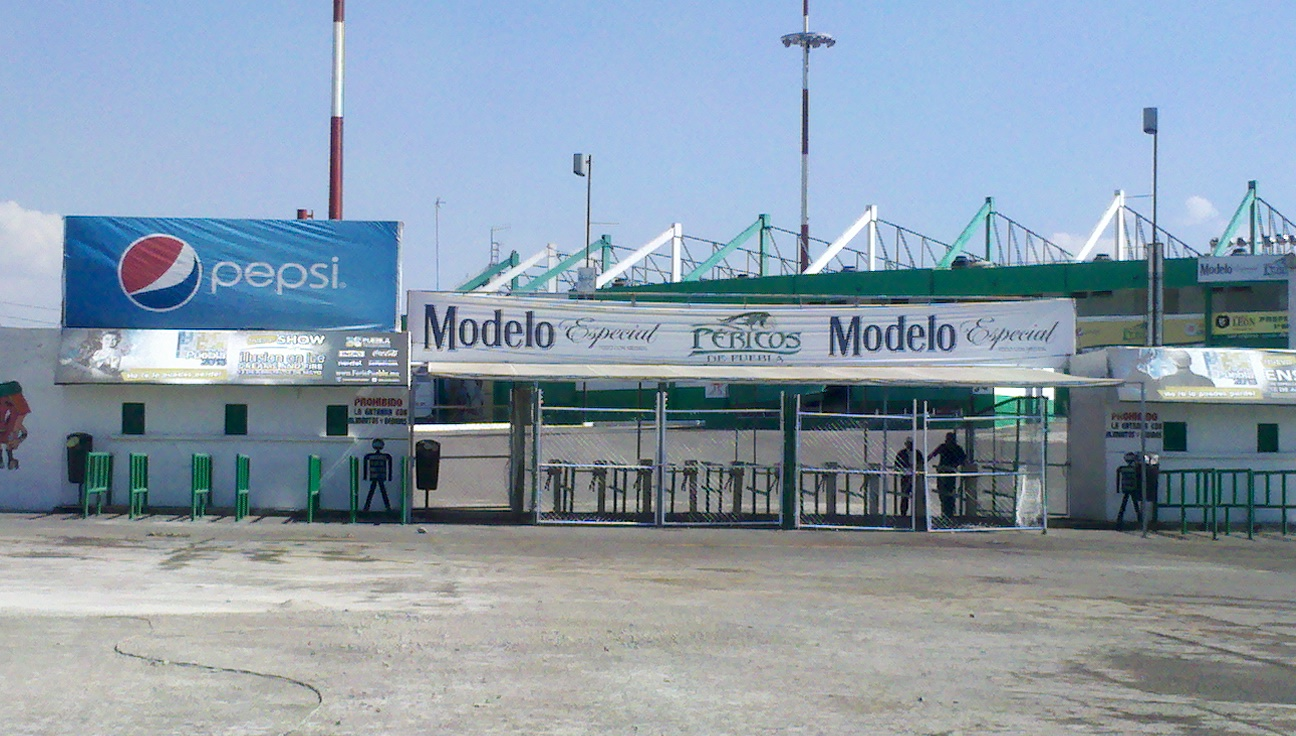
Estadio de Hermanos Serdán

De Pericos de Puebla (Mexicaanse Tijgers) is een Minor league baseballclub uit Puebla, Mexico. Ze spelen in de Zuid Zone van de Zomer League van de Mexican League. De club werd opgericht in 1942. Het stadion waarin ze hun thuiswedstrijden heet Estadio de Hermanos Serdán. Ze werden kampioen in 1925 1963, 1979, 1986.
Zomer League
Noord Zone: Acerereos de Monclova · Diablos Rojos de México · Potros de Tijuana · Rieleros de Aguascalientes · Saraperos de Saltillo · Sultanes de Monterrey · Tuneros de San Luis · Vaqueros Laguna
Zuid Zone: Guerreros de Oaxaca · Leones de Yucatán · Olmecas de Tabasco · Pirateas de Campeche · Petroleros de Poza Rica · Pericos de Puebla · Rojos del Aguila de Veracruz · Tigres de la Angelopolis
Winter League
Culiacán Tomato Growers · Guasave Cotton Growers · Hermosillo Orange Growers · Los Mochis Sugarcane Growers · Mazatlán Reindeer · Mexicali Eagles · Mayos de Navojoa · Obregon Yaquis